# Live At The End Of Days (álbum de Abney Park)
Live At The End Of Days es el decimoquinto álbum de estudio de Abney Park, es un álbum doble y recopilatorio que incluye canciones en vivo de varios álbumes anteriores.

## Lista de canciones
- Disco 1 (43:00)

| N.º | Título                                     | Duración |  |
| 1.  | «To The End Of Days»                       | 1:28     |  |
| 2.  | «Building Steam»                           | 3:53     |  |
| 3.  | «End Of Days»                              | 3:20     |  |
| 4.  | «Neobeduin»                                | 3:41     |  |
| 5.  | «Sleep Isabella»                           | 4:27     |  |
| 6.  | «The Story That Never Starts»              | 4:08     |  |
| 7.  | «Throw Them Overboard»                     | 3:15     |  |
| 8.  | «Until The Day You Die»                    | 2:46     |  |
| 9.  | «Crowd Banter: "But That Is Not This Day"» | 0:34     |  |
| 10. | «The Circus At The End Of The World»       | 3:44     |  |
| 11. | «Blowing Off Steam»                        | 3:53     |  |
| 12. | «The Anthropophagists' Club»               | 3:38     |  |
| 13. | «Victorian Vigilante»                      | 4:12     |  |

- Disco 2 (46:15)

| N.º | Título                                 | Duración |  |
| 1.  | «Bad Things Coming»                    | 3:09     |  |
| 2.  | «Wanderlust»                           | 2:53     |  |
| 3.  | «Steampunk Revolution»                 | 3:17     |  |
| 4.  | «Scupper Shanty»                       | 2:56     |  |
| 5.  | «Dominion Of Dust»                     | 4:04     |  |
| 6.  | «Off The Grid»                         | 2:56     |  |
| 7.  | «Space Cowboy»                         | 3:11     |  |
| 8.  | «To The Apocalypse In Daddy's Sidecar» | 4:11     |  |
| 9.  | «Ancient World»                        | 4:30     |  |
| 10. | «Aether Shanty»                        | 3:15     |  |
| 11. | «Airship Pirate»                       | 4:02     |  |
| 12. | «The Wrong Side»                       | 3:31     |  |
| 13. | «Crowd Banter: Encore!»                | 0:37     |  |
| 14. | «Rise Up»                              | 3:43     |  |

## Créditos
- Robert Brown - voz, derbake, acordeón diatónico, armónica, buzuki
- Kristina Erickson - teclado, piano
- Josh Goering - guitarra
- Titus Munteanu - Violín